# Coriandoli a Natale
Coriandoli a Natale è una canzone del gruppo torinese dei Subsonica pubblicata come primo singolo estratto dall'album Terrestre live e varie altre disfunzioni nel 2006.
Il brano è un tributo a Gigi Restagno, autore del brano (insieme a Luca Ragagnin), musicista torinese scomparso nel 1997 e con cui Max Casacci, produttore dei Subsonica, aveva lavorato nei primi anni '80.
Il video di Coriandoli a Natale è stato diretto da Luca Pastore.

## Tracce
1. Coriandoli a Natale
2. Be Human